# مورغانتي

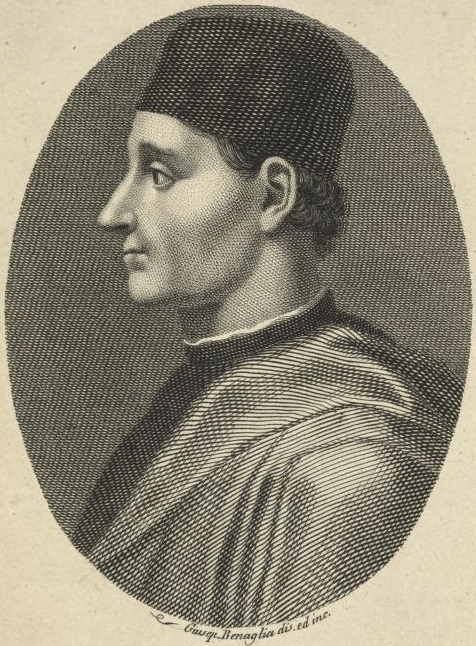

مورغانتي (بالإيطالية: Morgante)‏ وأحياناً تسمى مورغانتي ماجيوري (بالإيطالية: Morgante Maggiore)‏ (أي مورغانتي الكبرى وهو الاسم المطلق على إصدار الطبعة الكاملة من 28 قصيدة والتي نشرت عام 1483م)، هي ملحمة رومانسية للإيطالي لويجي بولشي والتي ظهرت في شكلها النهائي في عام 1483م.